# Station Devonport
Devonport is een spoorwegstation van National Rail in Devonport, Plymouth in Engeland. Het station is eigendom van Network Rail en wordt beheerd door Great Western Railway. 